# Halové mistrovství České republiky v atletice 2013
Halové mistrovství ČR v atletice 2013 se uskutečnilo ve dnech 16.–17. února 2013 v hale Otakara Jandery v pražské Stromovce.

## Medailisté

### Muži
| Soutěž                        | Zlato                                                                   | Stříbro                                                                  | Bronz                                                                       |
| 60 m                          | Jan Veleba 6.67                                                         | Marek Bakalár 6.79                                                       | Václav Zich 6.79                                                            |
| 200 m                         | Jan Jirka 21.25                                                         | Vojtěch Šulc 21.44                                                       | Lukáš Šťastný 21.53 Petr Szetei 21.53                                       |
| 400 m                         | Daniel Němeček 47.36                                                    | Martin Čapek 48.48                                                       | Petr Lichý 48.62                                                            |
| 800 m                         | Tomáš Vystrk 1:55.51                                                    | Miroslav Burian 1:55.63                                                  | Jan Pernica 1:55.90                                                         |
| 1500 m                        | Milan Kocourek 3:49.07                                                  | Tomáš Belada 3:49.90                                                     | Roman Rudolecký 3:50.50                                                     |
| 3000 m                        | Lukáš Kourek 8:10.18                                                    | Jakub Holuša 8:10.61                                                     | Roman Rudolecký 8:17.53                                                     |
| 60 m př.                      | Martin Mazáč 7.74                                                       | Petr Peňáz 7.82                                                          | Jan Carda 8.02                                                              |
| 4 × 200 m                     | Petr Lichý Daniel Němeček Patrik Šorm Lukáš Šťastný Dukla Praha 1:27.44 | Jan Jirka Martin Čapek Miloslav Petrák Václav Barák Slavia Praha 1:27.62 | Rostislav Šulc Jan Feher Radek Fischer Vojtěch Šulc Spartak Praha 4 1:27.71 |
| Skok do výšky                 | Jaroslav Bába 2.24                                                      | Michal Kabelka 2.21                                                      | Martin Heindl 2.14                                                          |
| Skok o tyči                   | Jan Kudlička 5.77                                                       | Michal Balner 5.30 Lukáš Bechyně 5.30                                    | –                                                                           |
| Skok daleký                   | Milan Pírek 7.56                                                        | Roman Novotný 7.38                                                       | Adam Hromčík 7.29                                                           |
| Trojskok                      | Michal Bednařík15.16                                                    | Jiří Vondráček 15.15                                                     | Michal Čada 14.99                                                           |
| Vrh koulí                     | Martin Stašek 20.73                                                     | Martin Novák 18.24                                                       | Tomáš Staněk 17.91                                                          |
| Sedmiboj Praha 9. – 10.2.2013 | Adam Sebastian Helcelet 6040 bodů                                       | Marek Lukáš 5590 bodů                                                    | Adam Nejedlý 5478 bodů                                                      |

### Ženy
| Soutěž                       | Zlato                                                                             | Stříbro                                                                                   | Bronz                                                                                      |
| 60 m                         | Kateřina Čechová 7.24                                                             | Barbora Procházková 7.33                                                                  | Iveta Mazáčová 7.49                                                                        |
| 200 m                        | Denisa Rosolová 23.51                                                             | Zuzana Hejnová 23.71                                                                      | Barbora Procházková 23.89                                                                  |
| 400 m                        | Lenka Masná 53.79                                                                 | Jitka Bartoničková 53.98                                                                  | Zdeňka Seidlová 55.66                                                                      |
| 800 m                        | Kateřina Hálová 2:11.32                                                           | Michaela Drábková 2:11.32                                                                 | Radka Stružková 2:13.30                                                                    |
| 1500 m                       | Kristiina Mäki 4:29.69                                                            | Anežka Drahotová 4:36.42                                                                  | Lada Nováková 4:41.56                                                                      |
| 3000 m                       | Kristiina Mäki 9:34.23                                                            | Monika Preibischová 9:36.15                                                               | Petra Kuříková 9:54.92                                                                     |
| 60 m př.                     | Lucie Škrobáková 8.04                                                             | Nikola Ogrodníková 8.45                                                                   | Jana Sotáková 8.48                                                                         |
| 4 × 200 m                    | Markéta Mrňová Eliška Moravcová Marcela Pírková Pavla Hřivnová Olymp Brno 1:42.38 | Michaela Nejedlová Šárka Hlaváčková Anna Hrudková Denisa Vondrášková Slavia Praha 1:43.29 | Lucie Baštovanská Zuzana Kubicová Kateřina Plíhalová Iva Vedralová Spartak Praha 4 1:45.37 |
| Skok do výšky                | Romana Dubnova 1.79                                                               | Kateřina Cachová 1.75                                                                     | Magdalena Nová 1.75                                                                        |
| Skok o tyči                  | Jiřina Svobodová 4.47                                                             | Romana Maláčová 4.35                                                                      | Aneta Morysková 3.95                                                                       |
| Skok daleký                  | Veronika Šádková 6.11                                                             | Eliška Klučinová 6.07                                                                     | Jana Velďáková 6.05                                                                        |
| Trojskok                     | Dana Velďáková 13.55                                                              | Lucie Májková 13.12                                                                       | Klára Michalská 12.68                                                                      |
| Vrh koulí                    | Jana Kárníková 16.03                                                              | Romana Grómanová 14.40                                                                    | Jitka Kubelová 14.14                                                                       |
| Pětiboj Praha 9. – 10.2.2013 | Eliška Klučinová 4256 bodů                                                        | Alena Galertová 4074 bodů                                                                 | Kateřina Cachová 4009 bodů                                                                 |